# Nephilingis borbonica
Espèce
Synonymes
- Epeira borbonica Vinson, 1863

Statut de conservation UICN

 EN B1ab(ii,iii) : En danger
Nephilingis borbonica est une espèce d'araignées aranéomorphes de la famille des Araneidae.

## Distribution
Cette espèce est endémique de La Réunion,,.
Cette espèce a longtemps été confondue avec Nephilingis livida de Madagascar et des Comores et Nephilingis dodo de l'île Maurice.

## Habitat
Nephilengis borbonica est très répandue dans l'île où elle peut être observée depuis la côte, jusqu'aux cirques montagnards de Cilaos et Salazie, élevés et plus froids. Espèce troglophile, elle s'y rencontre dans des habitats relativement sombres et humides (70 à 95 %), aussi bien forestiers qu'agricoles ou faisant partie de constructions humaines, surtout le long de gros rochers en surplomb (espèce saxicole), de troncs ou  même dans des édifices.

## Description

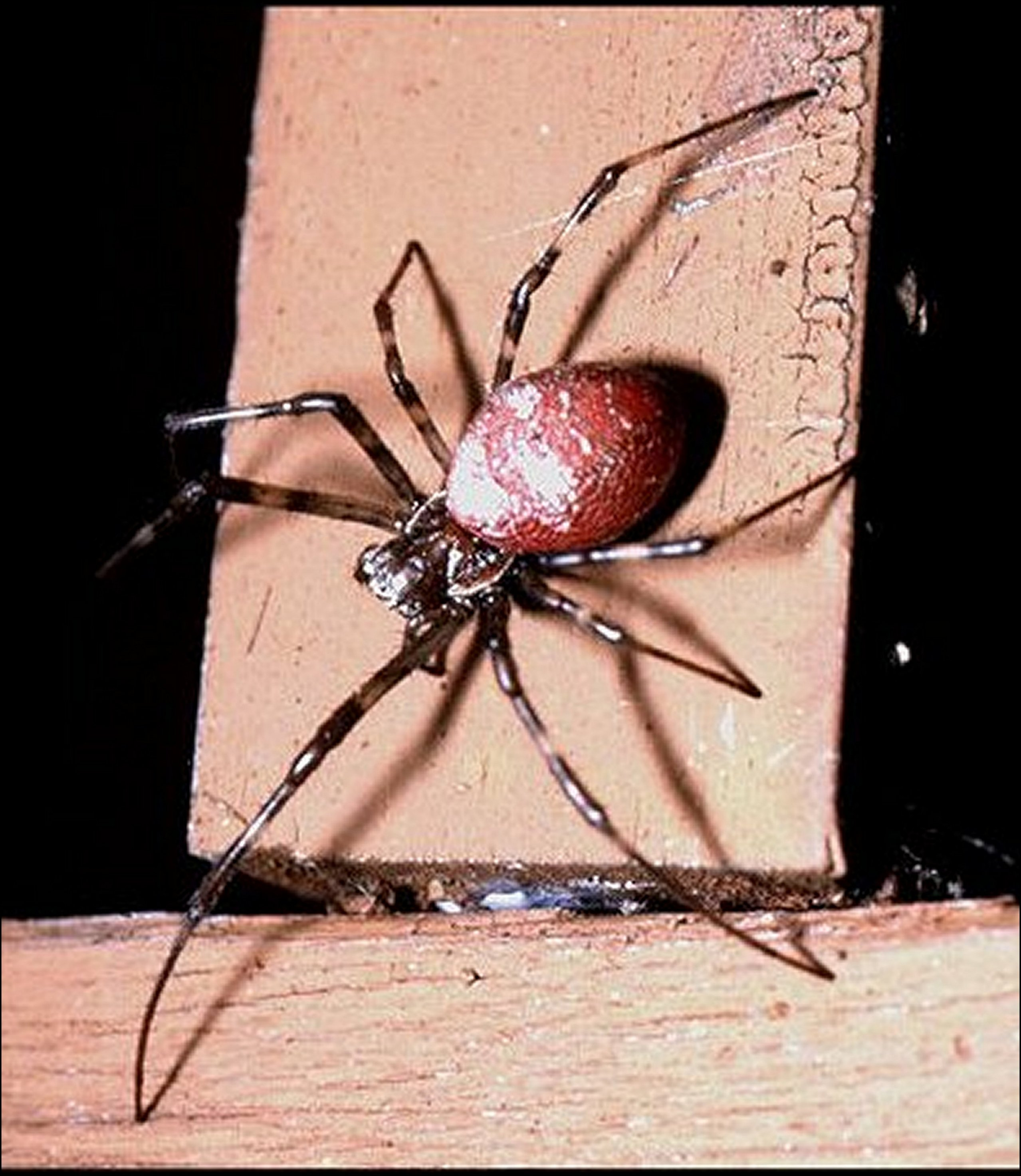
Nephilengis borbonica, femelle adulte,vue dorsale

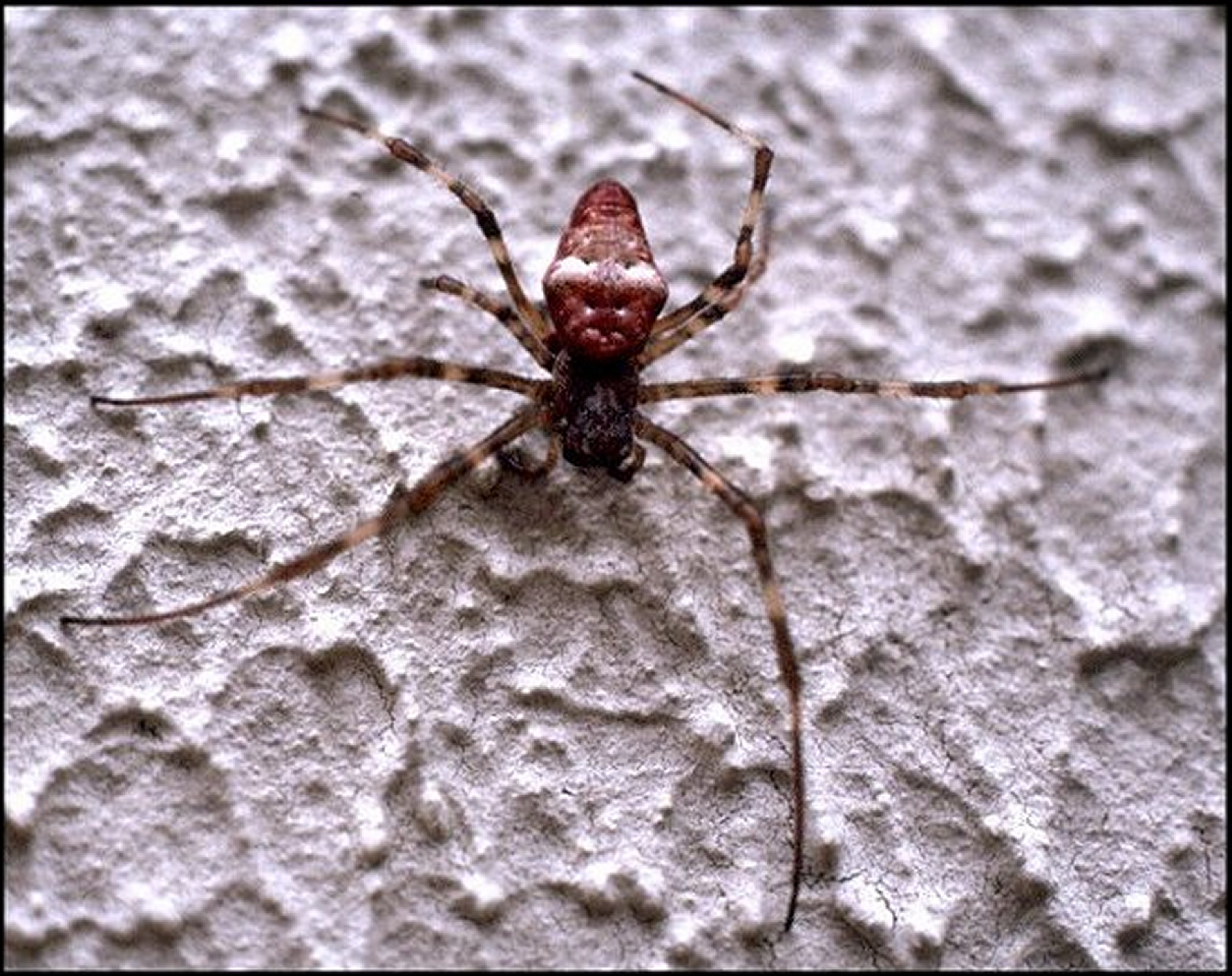
Nephilengis borbonica, femelle sub-adulte, vue dorsale.

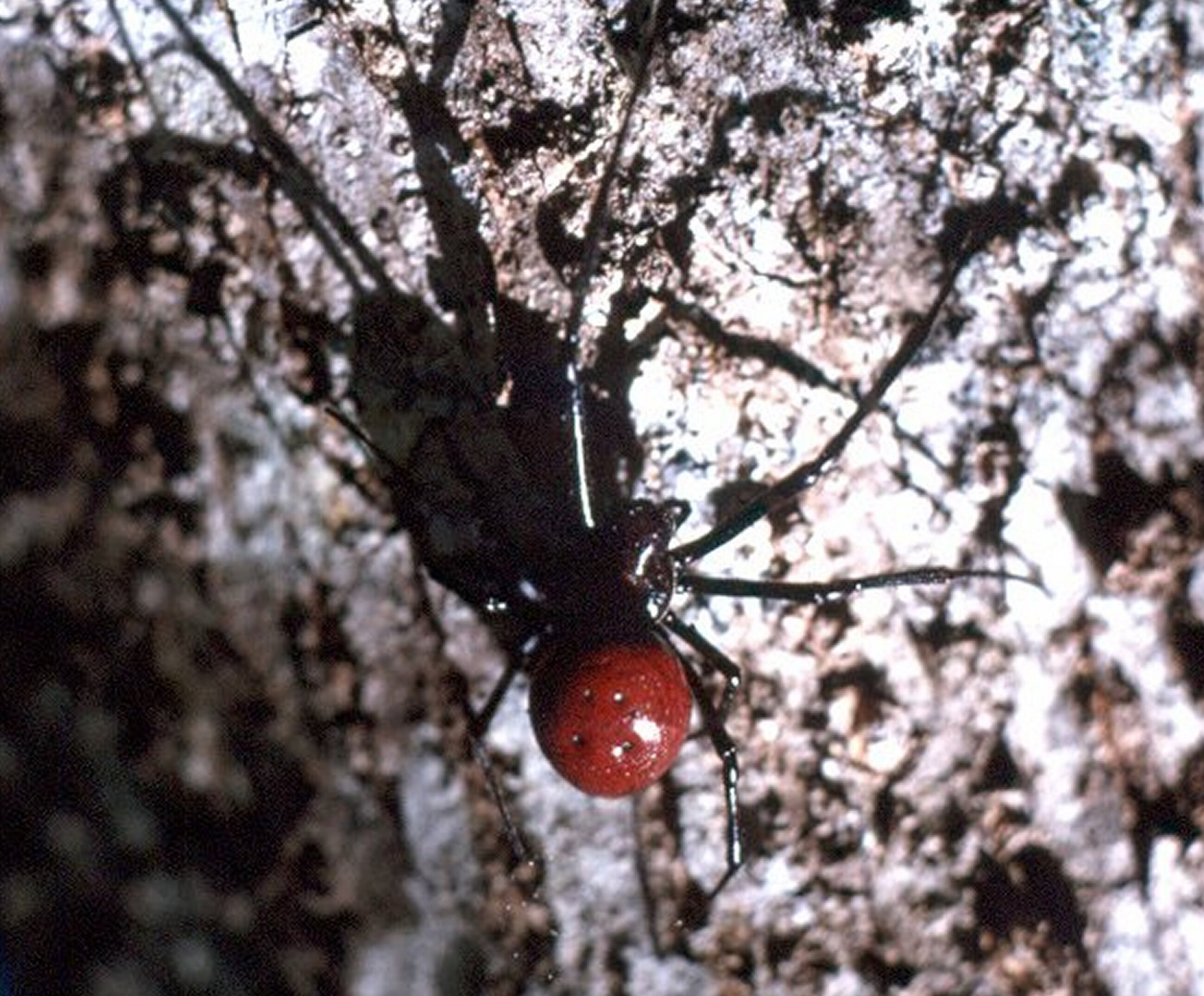
Nephilengis borbonica, femelle adulte, vue dorsale.

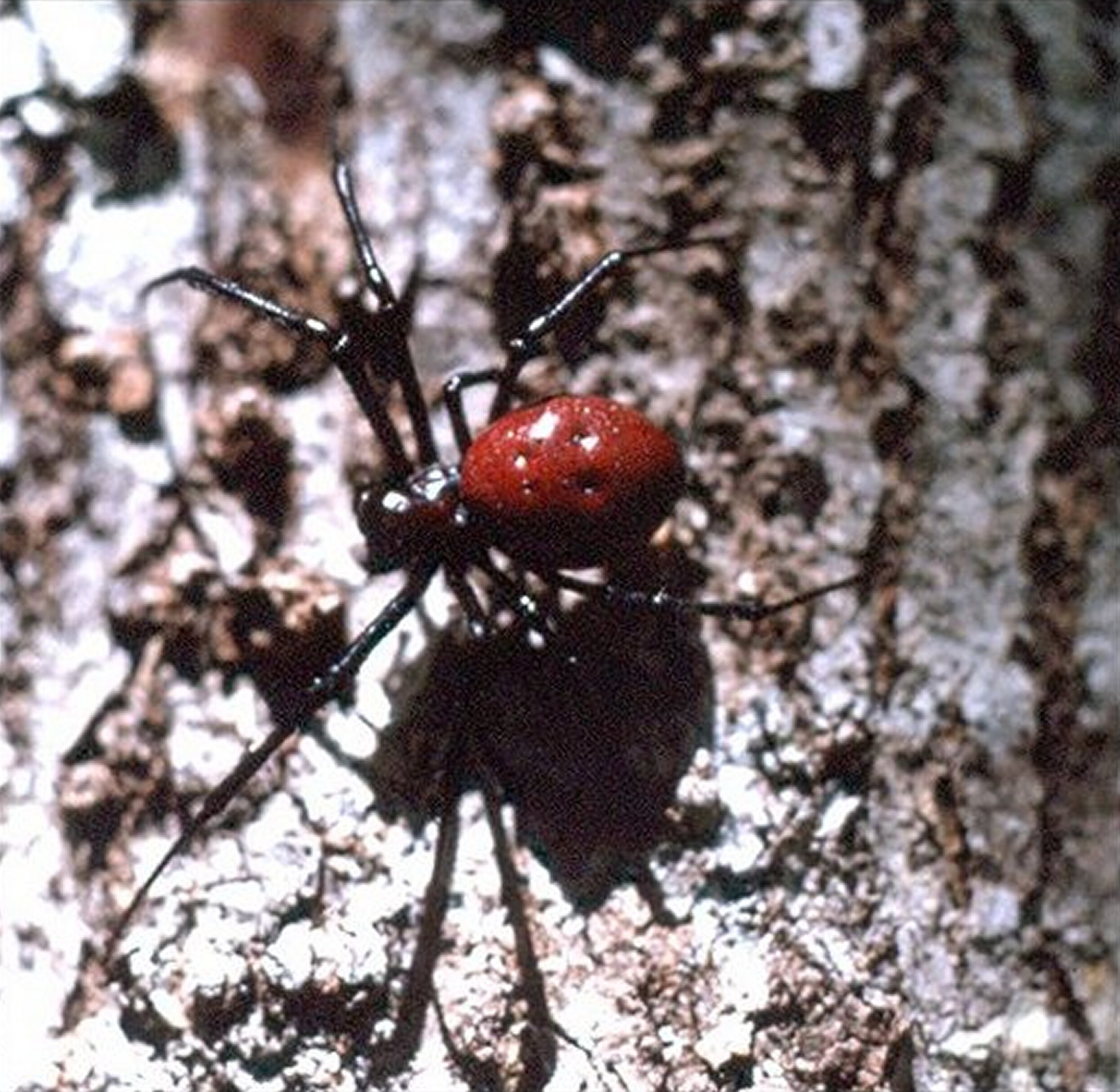
Nephilengis borbonica, femelle adulte, vue dorsale.

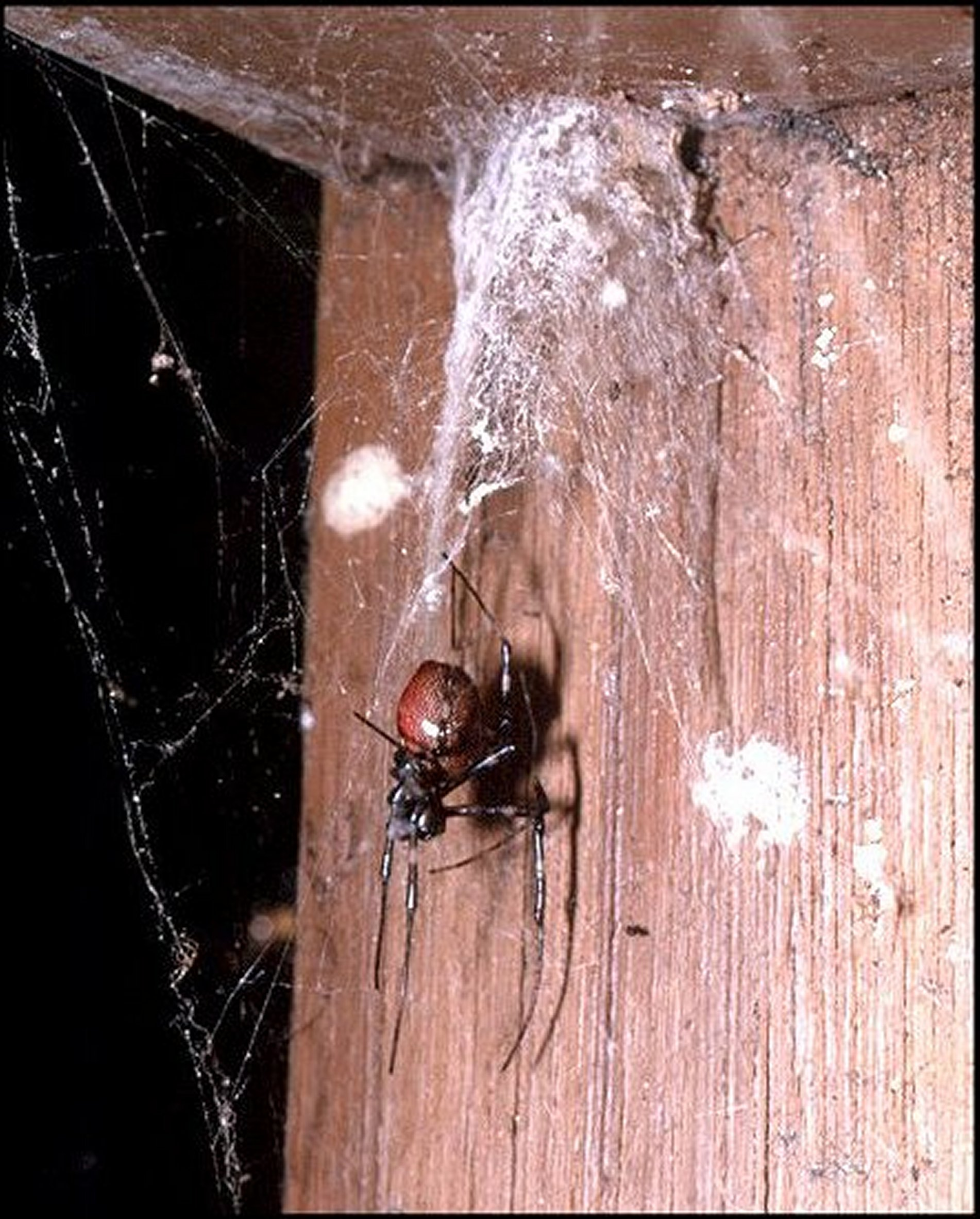
Nephilengis borbonica, femelle dans sa toile.

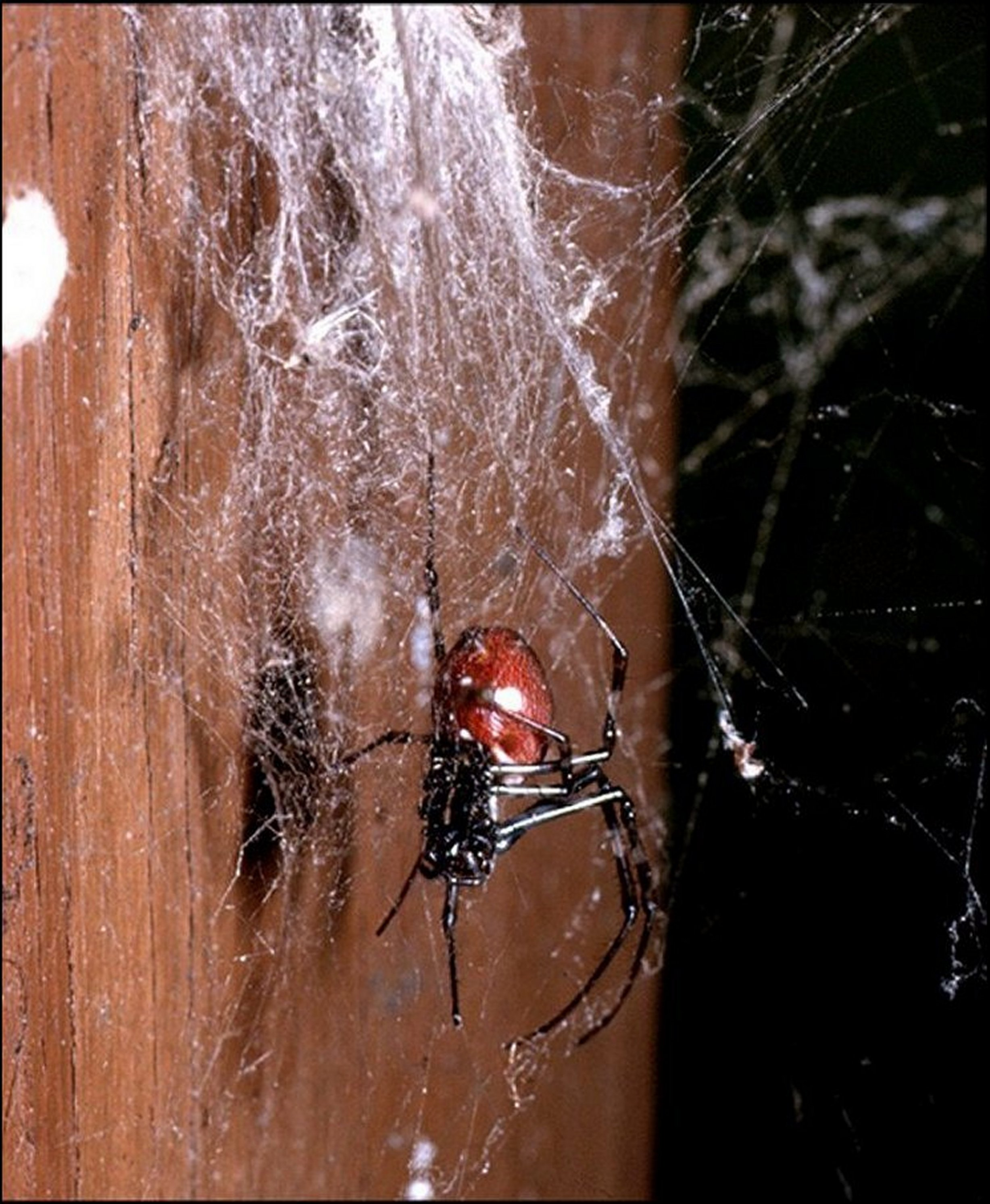
Nephilengis borbonica, femelle dans sa toile. Autre vue.

Le mâle décrit par Kuntner et Agnarsson en 2011 mesure 3,8 mm et la femelle 21,8 mm.
L'espèce présente un dimorphisme sexuel : la femelle est sensiblement plus grosse que le mâle, elle est bien reconnaissable à son abdomen ovoïde, anguleux chez l'immature, d'une "belle couleur rouge, grenat foncé, carmélite quelquefois, le plus souvent rouge-brun, luisant, plein et vernissé comme une cerise" chez les femelles gravides (coloration ontogénétique et aposématique).

## Comportement
La femelle édifie une toile composite. Elle associe une retraite et une toile orbiculaire incomplète. La première, constituée de soie ajourée,  est un entonnoir  ou un cône tronqué   à disposition verticale, incluant parfois des débris végétaux, largement ouvert vers le bas sous la traction de fils tenseurs. L'orbe rappelle un éventail allongé et en partie replié, s'étendant presque verticalement, parallèle à la surface du substrat (tronc, rocher, poutre) et légèrement incurvé transversalement. L'orbe est fixée par son sommet sur le pourtour de l'ouverture de le retraite et aux supports ambiants par d'autres fils tenseurs. Les radii (rayons) sont peu nombreux (8 à 10) contrairement aux tours de spire (jusqu'à 90).
La femelle se tient en général dans la retraite, où elle peut cohabiter avec un mâle pygmée et parfois même des Argyrodes kleptoparasites provenant de l'orbe. Plus rarement, elle se tient à l'extérieur sur cette dernière, extrémité céphalique vers le bas et montrant alors sa face ventrale tachetée.
Les mâles de cette espèce sont de petite taille et vivent en commensaux sur les toiles des femelles.

## Systématique et taxinomie
Cette espèce a été décrite sous le protonyme Epeira borbonica par Vinson en 1863. Elle est considérée comme une sous-espèce de Nephilengys cruentata par Dahl en 1912. Elle est élevée au rang d'espèce par Benoit en 1963. Elle est placée dans le genre Nephilingis par Kuntner, Arnedo, Trontelj, Lokovsek et Agnarsson en 2013.

## Étymologie
Son nom d'espèce lui a été donné en référence au lieu de sa découverte, l'île Bourbon.
Elle est dénommée bibe rouge (bibe est une déformation du malgache biby qui désigne un animal, les bibes à la Réunion faisant référence à toutes les araignées qui tissent une grande toile).

## Publication originale
- Vinson, 1863 : Aranéides des îles de la Réunion, Maurice et Madagascar. Paris, p. 1-337.